# Сисоєва Тамара Михайлівна
Тамара Михайлівна Сисоєва (нар. 5 січня 1945, село Юзвин Вінницького району Вінницької області) — українська радянська діячка, бригадир виноградарської бригади радгоспу-заводу «Старокримський» Кіровського району Кримської області. Депутат Верховної Ради СРСР 9—11-го скликань.

## Біографія
Народилася в родині робітника. У 1960 році закінчила семирічну школу у Вінницькій області.
Освіта середня спеціальна. З 1960 по 1965 рік навчалася в Ялтинському сільськогосподарському технікумі Кримської області, здобула спеціальність агронома.
З 1965 року — бригадир виноградарської бригади колгоспу «Боротьба за мир», потім радгоспу-заводу «Старокримський» Первомайської сільської ради Кіровського району Кримської області. Одержувала високі врожаї винограду.
Потім — на пенсії в селі Ізюмівка Кіровського району Автономної Республіки Крим.

## Нагороди
- орден Жовтневої Революції
- орден Трудового Червоного Прапора